# 프리드리히 아우구스트 2세 (작센)

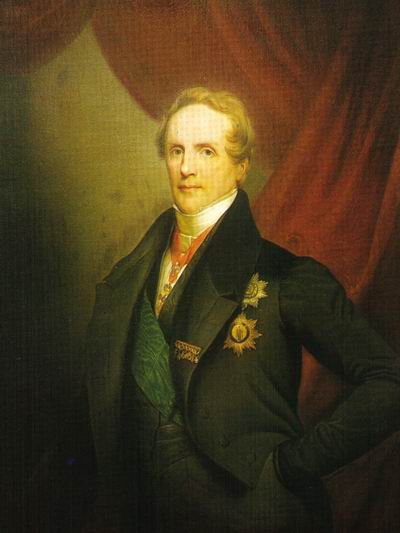
프리드리히 아우구스트 2세

프리드리히 아우구스트 2세(독일어: Friedrich August II, 1797년 5월 18일 - 1854년 8월 9일)는 작센 왕국의 왕이다. 그는 막시밀리안 폰 작센 왕세제(프리드리히 크리스티안 폰 작센 선제후의 막내아들)의 장남으로 그의 첫 번째 부인인 카롤리나 디 보르보네파르마 공녀에 의해 태어났다. 후에 부친 왕세제 막시밀리안의 왕위계승포기로 30대초반에 왕세질 자격을 얻어 안톤 국왕사후 작센 왕위를 계승하였다.